# Valea Seacă, Bacău
Valea Seacă là một xã thuộc hạt Bacău, România. Dân số thời điểm năm 2002 là 3561 người.